# Cholet-Pays de la Loire 2021
La Cholet-Pays de la Loire 2021, quarantatreesima edizione della corsa, valevole come evento dell'UCI Europe Tour 2021 categoria 1.1 e seconda della Coppa di Francia 2021, si svolse il 28 marzo 2021 su un percorso di 201,8 km, con partenza e arrivo a Cholet, in Francia. La vittoria fu appannaggio dell'italiano Elia Viviani, il quale completò il percorso in 4h43'35", alla media di 42,7 km/h, precedendo lo spagnolo Jon Aberasturi ed il francese Pierre Barbier.
Sul traguardo di Cholet 143 ciclisti, su 164 partenti, portarono a termine la competizione.

## Squadre e corridori partecipanti
| N.      | Cod. | Squadra                  |
| ------- | ---- | ------------------------ |
| 1-8     | ACT  | AG2R Citroën Team        |
| 11-18   | COF  | Cofidis                  |
| 21-28   | GCF  | Groupama-FDJ             |
| 31-38   | IWG  | Intermarché-Wanty-Gobert |
| 41-48   | ARK  | Team Arkéa-Samsic        |
| 51-58   | DKO  | Delko                    |
| 61-68   | BBK  | B&B Hotels               |
| 71-78   | BBH  | Burgos-BH                |
| 81-88   | TDE  | Total Direct Énergie     |
| 91-98   | SVB  | Sport Vlaanderen-Baloise |
| 101-108 | RLY  | Rally Cycling            |

| N.      | Cod. | Squadra                         |
| ------- | ---- | ------------------------------- |
| 111-118 | CJR  | Caja Rural-Seguros RGA          |
| 121-128 | BWB  | Bingoal WB                      |
| 131-138 | ANS  | Androni Giocattoli-Sidermec     |
| 141-148 | AUB  | St Michel-Auber 93              |
| 151-158 | XRL  | Xelliss-Roubaix Lille Métropole |
| 161-168 | UXT  | Uno-X Pro Cycling Team          |
| 171-178 | DHB  | Canyon dhb SunGod               |
| 181-188 | SRA  | Swiss Racing Academy            |
| 191-198 | RIW  | Riwal Cycling Team              |
| 201-208 | DDS  | Development Team DSM            |

## Ordine d'arrivo (Top 10)
| Pos. | Corridore        | Squadra    | Tempo    |
| ---- | ---------------- | ---------- | -------- |
| 1    | Elia Viviani     | Cofidis    | 4h43'35" |
| 2    | Jon Aberasturi   | Caja Rural | s.t.     |
| 3    | Pierre Barbier   | Delko      | s.t.     |
| 4    | Dorian Godon     | AG2R       | s.t.     |
| 5    | Marc Sarreau     | AG2R       | s.t.     |
| 6    | Alex Vogel       | Swiss      | s.t.     |
| 7    | Matthew Bostock  | Canyon     | s.t.     |
| 8    | Thomas Boudat    | Arkéa      | s.t.     |
| 9    | Romain Cardis    | St Michel  | s.t.     |
| 10   | Matteo Malucelli | Androni    | s.t.     |